# Le ore sono contate
Le ore sono contate (Count the Hours!) è un film del 1953 diretto da Don Siegel.

## Trama
Fred Morgan, un ricco imprenditore agricolo, viene trovato ucciso assieme alla sua governante. Il movente del delitto è stato il furto. George Braden, dipendente di Morgan, viene ingiustamente accusato del duplice omicidio dopo che sua moglie Ellen è stata vista mentre tentava, presa dal panico, di disfarsi di una pistola gettandola in un lago. I due coniugi vengono sottoposti a ore di interrogatorio, ma George, benché innocente, preferisce firmare una confessione per risparmiare alla moglie, che aspetta un bambino, il tormento insistente delle domande della polizia.
A George viene assegnato un difensore d'ufficio, l'avvocato Madison, che all'inizio ritiene l'uomo colpevole, ma successivamente comincia a nutrire dei dubbi mentre Ellen è sempre fermamente convinta dell'innocenza di suo marito e cerca anche inutilmente di recuperare la pistola immergendosi nel lago. Madison si getta nel caso con passione e comincia a indagare per proprio conto, contro le resistenze della fidanzata che ritiene il suo zelo controproducente per la sua carriera; comincia a perdere clienti e si mormora di una sua presunta relazione con la moglie dell'imputato. Finalmente riesce a recuperare la pistola dal lago, ma non è possibile far eseguire una perizia sull'arma perché ormai è troppo arrugginita; rintraccia un certo Max Verne, il vero colpevole, un malato mentale che già aveva minacciato in passato il possidente Morgan, lo invita a farsi avanti e a confessare il delitto. L'opinione pubblica e la giuria del tribunale sono contrarie a George, che rischia la pena di morte. Verne si presenta in tribunale, ma la sua deposizione sconclusionata e traballante non convince i giurati. La condanna di George è confermata ma, solo poche ore prima dell'esecuzione capitale, Madison riesce a produrre una prova inconfutabile della colpevolezza di Verne e salva George dalla sedia elettrica.

## Produzione
Count the Hours! fu girato per la RKO in soli nove giorni. Collocato per anni ai livelli più bassi della gerarchia registica, Siegel aveva lavorato come regista delle seconde unità in una quarantina di film, per poi esordire nel 1946 con una regia sua. La costante necessità di denaro lo obbligava ad accettare di girare a qualsiasi condizione, ma anche in questi film di serie B si possono individuare tracce e motivi che verranno poi sviluppati ed esplicitati nelle pellicole della maturità. In Count the Hours! ad esempio, il ritratto di una città di provincia chiusa e piena di pregiudizi è un tema che anticipa le caratteristiche della cittadina di Santa Mira in L'invasione degli ultracorpi.